# 拜爾斯半島

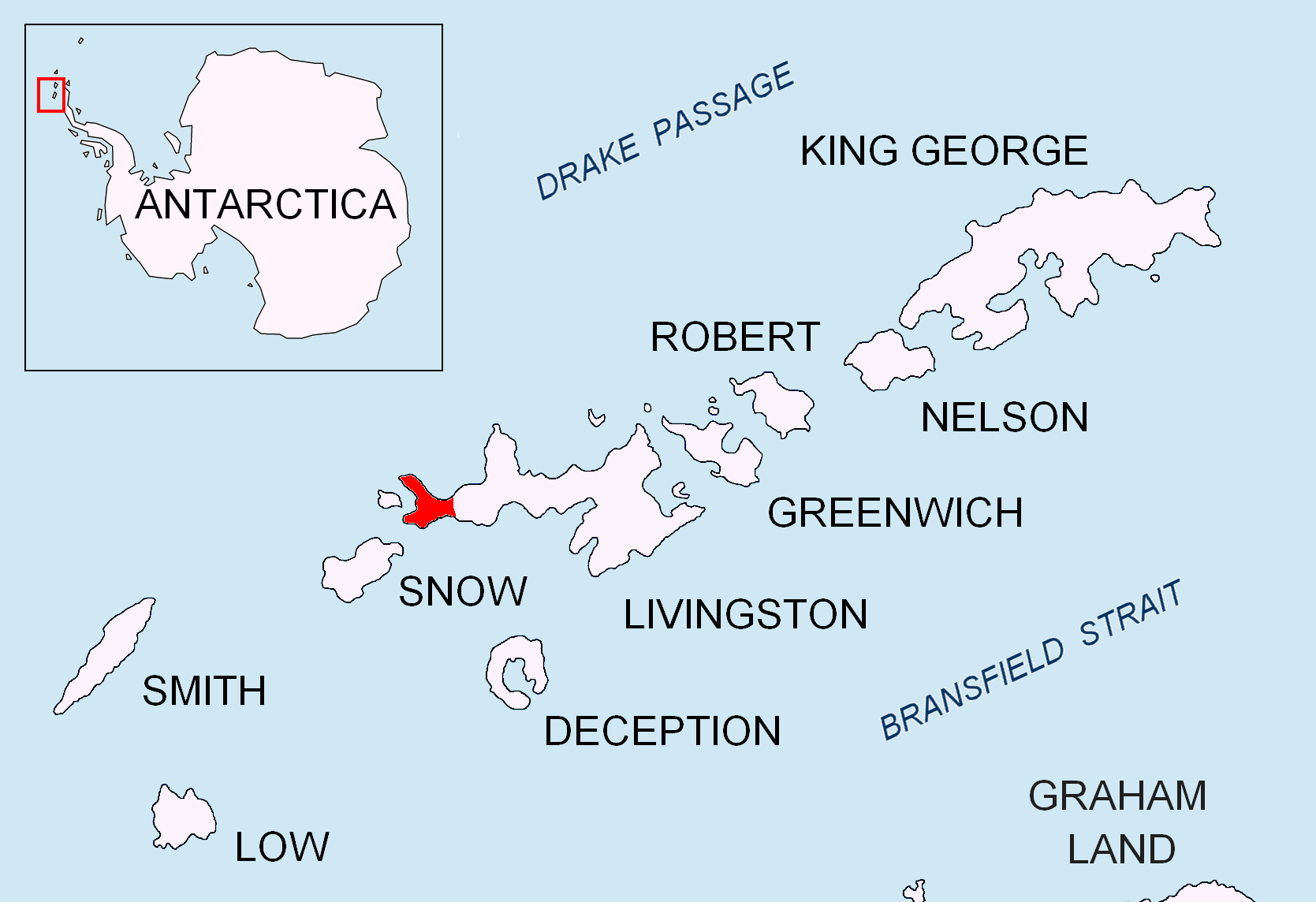

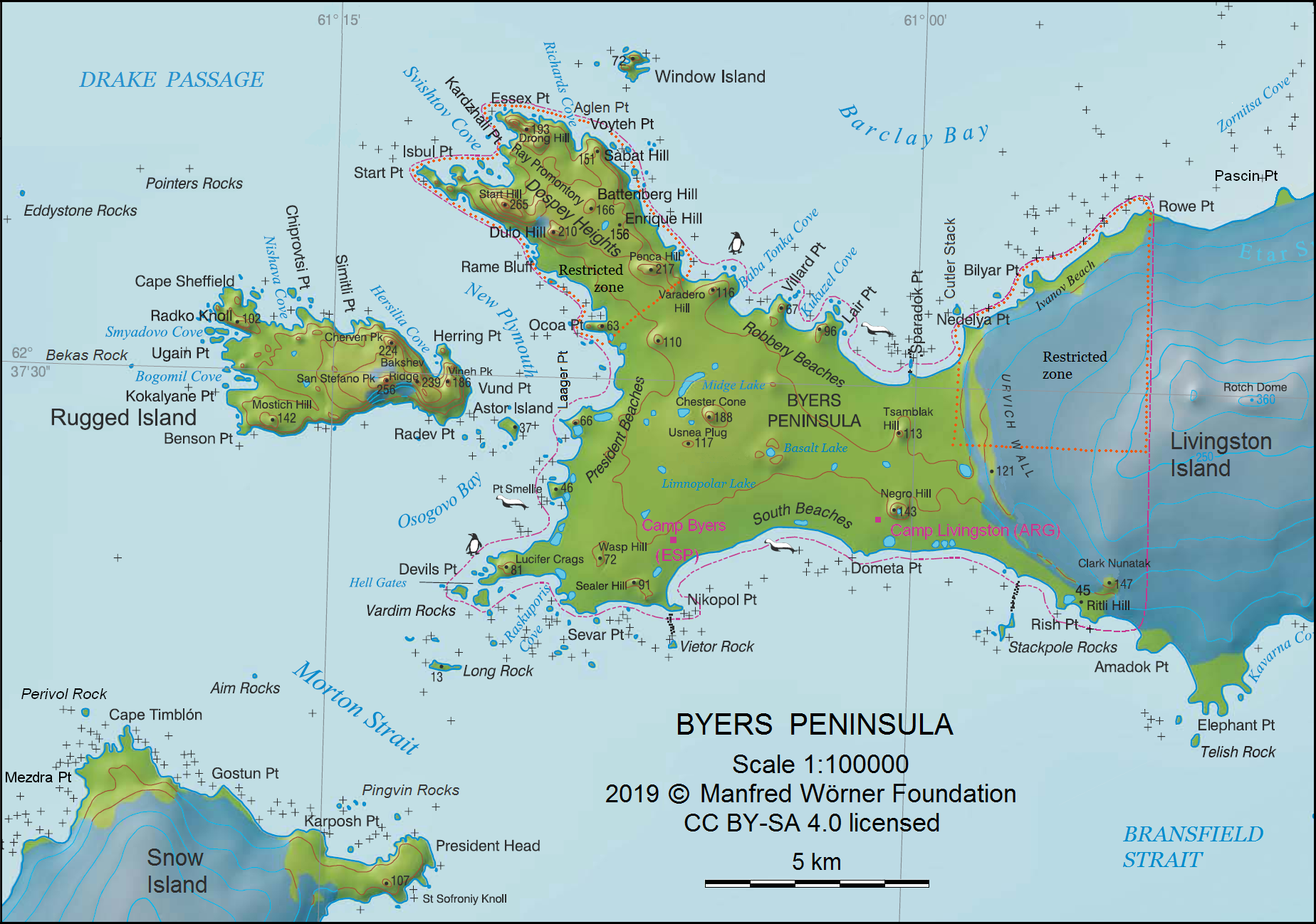
Map of Byers Peninsula

拜爾斯半島（英語：Byers Peninsula）是南極洲的半島，位於南設得蘭群島，處於利文斯頓島西端，面積60平方公里，被國際鳥盟列為重點鳥區，該半島受南極條約管治。

## 外部連結
- SCAR Composite Antarctic Gazetteer（页面存档备份，存于）.
- 本条目引用的公有领域材料来自美国地质调查局的文档《拜爾斯半島》 （資料來自地名信息系统）。

62°38′S 61°05′W / 62.633°S 61.083°W